# Öratjärnen (Skogs socken, Hälsingland, 677341-154583)
Öratjärnen är en sjö i Söderhamns kommun i Hälsingland och ingår i Hamrångeåns huvudavrinningsområde.